# Sertula sulcata
Sertula sulcata là một loài thực vật có hoa trong họ Đậu. Loài này được (Desf.) Kuntze miêu tả khoa học đầu tiên năm 1891.